# جاكوب روتشيلد
نثائيل تشارلز جاكوب روتشيلد (بالإنجليزية: Jacob Rothschild, 4th Baron Rothschild)‏ (مواليد 29 أبريل 1936 – 26 فبراير 2024) رجل أعمال بريطاني من أصل يهودي، ينتمي لعائلة روتشيلد اليهودية النافذة، إحدى أغنى العائلات في العالم، ويتولى منصب الرئيس الشرفي لما يسمى بمعهد بحوث السياسة اليهودية في العاصمة البريطانية لندن، وهو صاحب ثروة مالية صافية تقدر بخمسة مليارات دولار. لعبت عائلته دورا «حاسما» في قيام إسرائيل وتمويل بنيتها التحتية.

## الوفاة
توفي جاكوب روتشيلد في 26 فبراير 2024 عن عمر ناهز السابعة والثمانين.

## روابط خارجية
- جاكوب روتشيلد على موقع IMDb (الإنجليزية)
- جاكوب روتشيلد على موقع إن إن دي بي (الإنجليزية)